# Gene Kiniski
Eugene Nicholas Kiniski, detto Gene (Edmonton, 23 novembre 1928 – Blaine, 14 aprile 2010), è stato un giocatore di football americano e wrestler canadese.
Padre dei wrestler Nick Kiniski e Kelly Kiniski, Gene fu uno dei primi campioni mondiali di wrestling, dopo Bronko Nagurski, ad avere alle spalle un background nel football americano.

## Carriera nel wrestling
Dopo essersi ritirato dal football, Kiniski si allenò con Dory Funk e Tony Morelli per intraprendere la carriera di lottatore. Debuttò il 13 febbraio 1952 a Tucson, Arizona, sconfiggendo Curly Hughes. La prima apparizione televisiva di Kiniski ebbe luogo nel 1954 nel sud della California insieme a Wilbur Snyder e Bobo Brazil. Un anno dopo, fece coppia con John Tolos per vincere il suo primo titolo importante, l'International TV Tag Team Title, a Los Angeles, e poi sfidò il campione NWA World Champion Lou Thesz nel novembre 1954. Come talento emergente, Kiniski ebbe l'opportunità di affrontare Thesz, anche se non riuscì a sconfiggere il campione.
Da lì in poi, Kiniski si trasferì a San Francisco e formò un tag team con Lord James Blears per vincere l'NWA World Tag Team Title per ben tre volte nel 1955; dopodiché, andò in Texas e, combattendo con il ring name Gene Kelly, catturò l'NWA Texas Heavyweight Championship nel 1956.

### Toronto e Montréal
Kiniski iniziò a lottare in Canada nel novembre 1956, debuttando nella Maple Leaf Wrestling di Toronto. Il suo primo incontro da main event lo ebbe al Maple Leaf Gardens nel gennaio 1957, quando lottando in coppia con Buddy Rogers contro Whipper Billy Watson e Pat O'Connor, nacque un feud con Watson che varebbe raggiunto notorietà a livello nazionale grazie ai match tra i due trasmessi dalla CBC Television.
Nel 1957, lottò a Montreal e Toronto. I suoi feud principali dell'epoca furono quelli con Whipper Billy Watson, Yukon Eric, Édouard Carpentier, e Pat O'Connor.
Il 2 maggio 1957 Gene conquistò il titolo di campione British Empire battendo O'Connor, e la versione di Montreal del titolo mondiale da Carpentier il 12 giugno dello stesso anno. Al Delormier Stadium di Montreal, Kiniski il 17 luglio 1957 perse la cintura in favore di Killer Kowalski. Nel 1959, Kiniski fece coppia con Don Leo Jonathan, "The Mormon Giant", per aggiudicarsi il Canadian Open Tag Team Championship.

### AWA World Heavyweight Championship
Kiniski entrò nella American Wrestling Association (AWA) nel 1960 e sconfisse l'AWA World Champion Verne Gagne vincendo il titolo l'11 luglio 1961, conquistando anche l'AWA World Tag Team Title due volte insieme a Hard Boiled Haggerty. Il regno da campione mondiale durò meno di un mese. Un anno dopo, Kiniski vinse un altro titolo regionale in Texas.

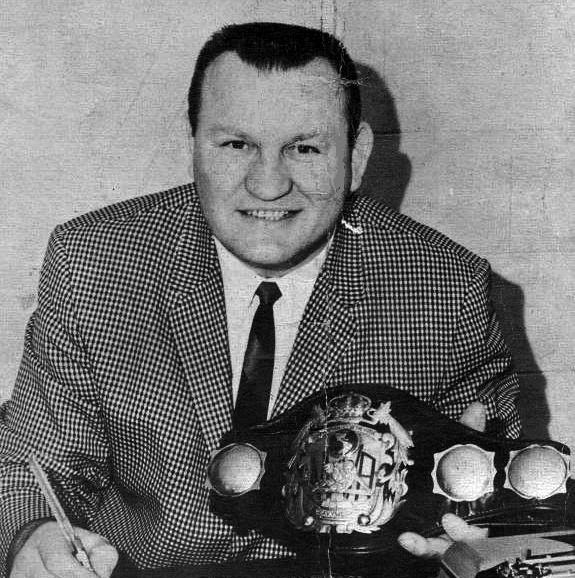
Kiniski nel 1966

Nel 1962, Kiniski iniziò quello che sarebbe stato il periodo migliore della sua carriera quando si trasferì a Vancouver nella NWA: All-Star Wrestling. Si aggiudicò per due volte il titolo NWA British Empire Heavyweight e il Pacific Coast Tag Team per tre volte. Fece di Vancouver la sua base continuando comunque ad apparire anche in altre federazioni sia negli Stati Uniti che in Giappone, in particolare è da segnalarsi un prolungato stint nel 1964 nella World Wide Wrestling Federation (WWWF); lì, sfidò il WWWF Champion Bruno Sammartino svariate volte. Kiniski lottò contro Sammartino il 16 novembre 1964 al Madison Square Garden. Credendo di aver effettuato lo schienamento decisivo su Sammartino, Kiniski prese la cintura e lasciò il ring. Nonostante fosse stato invece contato fuori dal ring dall'arbitro che non aveva decretato la sua vittoria, Kiniski tenne la cintura di campione con sé fino al rematch ufficiale svoltosi il 14 dicembre, dove prevalse Sammartino.
Nel dicembre 1965 lottò anche nella World Wrestling Association di Indianapolis e riuscì a conquistare il titolo World Heavyweight, detenendolo per quattro mesi. Poche settimane dopo, Kiniski ebbe nuovamente l'opportunità di sfidare il campione mondiale NWA per il titolo.
L'apice della carriera di Kiniski arrivò il 7 gennaio 1966, quando riuscì a sconfiggere Lou Thesz laureandosi NWA World Heavyweight Champion a St. Louis, Missouri davanti ad un pubblico di 11,612 spettatori al Kiel Auditorium.

### NWA World Heavyweight Championship
Paragonato a Thesz, Kiniski era un vero e proprio heel ed era molto a suo agio nel ruolo di campione "malvagio". Difese il titolo contro beniamin i del pubblico dell'epoca quali Bobo Brazil, Dick the Bruiser, Johnny Valentine, Bill Watts, Édouard Carpentier, Pat O'Connor, Terry e Dory Funk Jr.
Il regno da campione NWA durò tre anni, durante i quali egli viaggiò in giro per il mondo a difendere la cintura, compresi frequenti match a Vancouver in difesa del titolo NWA All Star, anch'esso da lui detenuto in contemporanea. Alcuni dei suoi avversari furono: Lou Thesz, Don Leo Jonathan, Dutch Savage, Bill Dromo, Bearcat Wright, John Tolos, Chris Tolos, Abdullah the Butcher, Haystacks Calhoun, Bobby Shane, Dean Higuchi, Tex McKenzie, e Paddy Barrett.
Alla fine del 1968, Kiniski si sentì esausto, e stufo dei continui viaggi. Accettò di perdere il titolo mondiale NWA contro Dory Funk Jr., e fu quindi da lui sconfitto l'11 febbraio 1969 a Tampa, in Florida. Tuttavia, affermò a posteriori in un DVD della WWE che la sua sconfitta fu accidentale, e che cedette per dolore alla Toe Hold di Dory solo perché credeva che si trattasse di un match al meglio dei tre schienamenti.

### Anni settanta
La perdita del titolo NWA non fu comunque il capolinea della carriera di Gene, infatti egli continuò a vincere nella NWA All Star ed altrove. Conquistò il titolo NWA Missouri Heavyweight battendo Terry Funk a St. Louis il 16 marzo 1973, mentre a Vancouver, vinse il Pacific Coast Heavyweight Title per ben sette volte dal 1970 al 1979, ed il Canadian Tag Team Title dieci volte tra il 1963 e il 1976. In Giappone, si aggiudicò l'NWA International Heavyweight Title nel 1970.
Nel periodo 1970-71, Kiniski lottò per vari mesi indossando una maschera con il ring name "The Crimson Knight", in match teletrasmessi dal canale TV (KPLR-TV) di St. Louis, Missouri. La storyline continuò con i molti tentativi senza successo da parte dei suoi avversari di smascherarlo. Alla fine perse la maschera e venne rivelato che si trattava di Kiniski.

### Carriera successiva
Kiniski rimase coinvolto nel mondo del wrestling per ancora qualche anno. Il suo ultimo incontro si disputò a Winnipeg nella West Four Wrestling Alliance il 25 febbraio 1992, dove sconfisse "Bulldog" Bob Brown e Randy Rudd e fece coppia con Chris Jericho e Lance Storm contro Brown, The Natural e Gerry Morrow in un match terminato in no-contest. Nel 1993 assistette dall'angolo Dory Funk Jr. in un match tra Funk e Nick Bockwinkel (con Verne Gagne) a Slamboree. Fu ammesso nella Wrestling Observer Newsletter Hall of Fame nel 1996, e nel 2008 nella Professional Wrestling Hall of Fame and Museum. Nel 2009 è stato inserito nella NWA Hall of Fame.

## Attore
In aggiunta alla sua carriera di wrestler, Kiniski recitò anche in alcuni film. Nel 1978 apparve nel film di Sylvester Stallone Taverna Paradiso; nel 1994 in Double Happiness (nel quale recitava anche Sandra Oh). Inoltre, nel 1990 recitò la parte di un poliziotto in Terminal City Ricochet.

## Morte
Il 4 aprile 2010, Jim Ross riportò sul suo blog che Kiniski stava combattendo una dura lotta contro un tumore al cervello. Kiniski morì il 14 aprile 2010, all'età di 81 anni, nella sua casa di Blaine (Washington).

## Personaggio

### Mossa finale
- Backbreaker

### Soprannomi
- "Big Thunder"
- "Canada's Greatest Athlete"
- "Gentleman Gene Kininski"

## Titoli e riconoscimenti
- American Wrestling Association
  - AWA United States Heavyweight Championship (2)
  - AWA World Heavyweight Championship (1)
  - AWA World Tag Team Championship (2) - con Hard Boiled Haggerty
- Cauliflower Alley Club
  - Other honoree (1992)
- Japan Wrestling Association
  - All Asia Tag Team Championship (1) - con Caripus Hurricane
  - NWA International Heavyweight Championship (1)
- Maple Leaf Wrestling
  - NWA British Empire Heavyweight Championship (Toronto version) (2)
  - NWA Canadian Open Tag Team Championship (2) - con Fritz Von Erich (1) & Don Leo Jonathan (1)
- Montreal Athletic Commission
  - MAC International Heavyweight Championship (1)
- NWA: All-Star Wrestling
  - NWA British Empire Heavyweight Championship (Vancouver version) (2)
  - NWA Canadian Tag Team Championship (Vancouver version) (10) - con Mr. X (2), Don Leo Jonathan (1), Bob Brown (2), The Brute (1), Dutch Savage (1), Mr. Saito (1), Dale Lewis (1), & Siegfried Steinke (1)
  - NWA Pacific Coast Heavyweight Championship (Vancouver Version)  (7)
  - NWA Pacific Coast Tag Team Championship (Vancouver Version) (3) - con Killer Kowalski (1) & Hard Boiled Haggerty (2)
- NWA Chicago
  - NWA World Tag Team Championship (Chicago Version) (1) - con Dick Afflis
- NWA Los Angeles
  - NWA Los Angeles International Television Tag Team Championship (1) - con John Tolos[5]
- NWA Mid-Pacific Promotions
  - NWA Hawaii Heavyweight Championship (2)
  - NWA North American Heavyweight Championship (Hawaii Version) (3)
  - NWA Hawaii Tag Team Championship (1) - con Lord James Blears
- NWA San Francisco
  - NWA World Tag Team Championship (San Francisco version) (3) - con Lord James Blears
- NWA Western States Sports
  - NWA International Heavyweight Championship (Amarillo version) (1)
- Professional Wrestling Hall of Fame
  - (Classe del 2008) - Tv Era
- Southwest Sports, Inc.
  - NWA Texas Heavyweight Championship (1)
  - NWA Texas Tag Team Championship (1) - con Len Crosby
- St. Louis Wrestling Club
  - NWA Missouri Heavyweight Championship (1)
  - NWA World Heavyweight Championship (1)
- World Wrestling Association
  - WWA World Heavyweight Championship (1)
- World Wide Wrestling Federation
  - WWWF United States Tag Team Championship (1) - con Waldo Von Erich
- St. Louis Wrestling Hall of Fame
  - (Classe del 2007)
- National Wrestling Alliance
  - NWA Hall of Fame (Classe del 2009)[6]
- Wrestling Observer Newsletter awards
  - Wrestling Observer Newsletter Hall of Fame (Classe del 1996)